# 硬汉枪神
《硬汉枪神》是一部2021年中國動作冒險片，講述眾叛親離的遊戲高手肖汉，為了換取兒子扶養權而參加高額吃鸡比赛的遊戲。電影由胡国瀚和周思尧執導並與朱若萌、史册、李宏晖編劇，薛闻君、李庆誉、谭晓凡、曲羿成、张璐瑶、柴园乐與曹语南主演，2021年8月6日優酷視頻全網獨播。

## 演員
- 薛闻君饰演肖汉
- 李庆誉
- 谭晓凡
- 曲羿成
- 张璐瑶
- 柴园乐
- 曹语南
- 周中和

## 製作
片中的爆破、飛車和槍戰等動作場面皆以實拍呈現。在導演胡国瀚和周思尧的要求下，演員們必須在開拍前進組訓練，以負荷拍片時揹著近40斤的背包式攝影機同時完成跑跳動作。

## 發行及反響
2021年8月3日，劇組在北京舉行首映禮，導演和主演陣容均出席。電影2021年8月6日優酷視頻全網獨播。
《硬汉枪神》在北京首映後，獲得台下觀眾好評。豆瓣电影得分7.2，達40.7%的最多打分者給予4星，口碑正面。

## 外部連結
- 互联网电影数据库（IMDb）上《硬汉枪神》的资料（英文）
- 豆瓣电影上《硬汉枪神》的資料 （简体中文）